# Presidente Venceslau
Presidente Venceslau è un comune del Brasile nello Stato di San Paolo, parte della mesoregione di Presidente Prudente e della microregione omonima.
Prende il suo nome in omaggio a Venceslau Brás, presidente del Brasile (1914–1918).